# Harold Holt
Harold Holt (Stanmore, 1908. augusztus 5. – Cheviot Beach, Victoria, 1967. december 17.) ausztrál politikus, Ausztrália 17. miniszterelnöke, 1966-tól feltételezett fulladásos haláláig volt miniszterelnöki hivatalában. 1945-ig az Egyesült Ausztrália párt tagja, 1945-től haláláig Liberális Párt tagja.
Harold Holtnak három gyermeke volt.

## Fordítás
- Ez a szócikk részben vagy egészben  a   Harold Holt című angol Wikipédia-szócikk ezen változatának fordításán alapul.  Az eredeti cikk szerkesztőit annak laptörténete sorolja fel. Ez a jelzés csupán a megfogalmazás eredetét és a szerzői jogokat jelzi, nem szolgál a cikkben szereplő információk forrásmegjelöléseként.